# InSight
InSight là một trạm đổ bộ robot được thiết kế để thăm dò phần sâu bên trong Sao Hỏa. Nó được phóng lên vào ngày 5 tháng 5 năm 2018 lúc 11:05 UTC và thành công đáp xuống bề mặt Sao Hỏa (vị trí đổ bộ: Elysium Planitia) ngày 26 tháng 11 năm 2018 lúc 19:52 UTC, nơi trạm triển khai một chấn động kế và chôn xuống một đầu dò địa nhiệt. Trạm cũng thực hiện thí nghiệm khoa học vô tuyến nhằm cung cấp thêm dữ liệu xác định cấu trúc bên trong Sao Hỏa.
Trạm đổ bộ do công ty Lockheed Martin Space Systems chế tạo và ban đầu dự kiến phóng lên trong tháng 3 năm 2016. Nhưng do phát hiện thiết bị khoa học SEIS có lỗi trước khi phóng, NASA đã thông báo vào tháng 12 năm 2015 rằng phi vụ sẽ được hoãn lại, và thời điểm phóng được lùi lại vào tháng 5-6 năm 2018. Tên gọi viết tắt của phi vụ InSight được ghép từ những chữ cái đầu của Interior Exploration using Seismic Investigations, Geodesy and Heat Transport (Thám hiểm bên trong sử dụng các kỹ thuật chấn động, trắc địa và vận chuyển nhiệt).
Mục tiêu của InSight là đặt một trạm đổ bộ được trang bị chấn động kế và đầu dò vận chuyển nhiệt lên bề mặt Sao Hỏa để nghiên cứu đặc điểm địa chất và sự tiến hóa bên trong của hành tinh. Các kết quả thu được sẽ cung cấp thêm những hiểu biết về sự hình thành của các hành tinh đất đá — Sao Thủy, Sao Kim, Trái Đất, Sao Hỏa — và Mặt Trăng của Trái Đất. Bằng cách sử dụng các công nghệ đã có từ tàu đổ bộ Phoenix, trước đây đã đổ bộ thành công lên Sao Hỏa năm 2008, chi phí và rủi ro của dự án được giảm thiểu.
Bởi sự cố rò rỉ chân không từ thiết bị khoa học, quãng thời điểm phóng khả dụng đã phải lùi lại, tàu InSight được vận chuyển trở lại công ty Lockheed Martin ở Denver, Colorado để lưu kho. Trong tháng 3 năm 2016, NASA quyết định chi thêm khoảng 150 triệu US$ nữa để InSight có thể được phóng lên vào tháng 5 năm 2018. Khoảng thời gian này cho phép thiết bị chấn động kế được khắc phục sự cố, mặc dù tổng chi phí cho dự án bị tăng lên từ 675 triệu USD thành 830 triệu USD. Kể từ tháng 1 năm 2021, InSight được chấp thuận cho các hoạt động kéo dài đến tháng 12 năm 2022.